# 东里镇 (雷州市)
东里镇，是中华人民共和国广东省湛江市雷州市下辖的一个乡镇级行政单位。

## 行政区划
东里镇下辖以下地区：
东里社区、白岭村、三吉村、北堀村、甲六村、西坡村、英佳塘村、东塘村、西挖村、东里村、东寮村、后葛村、北坑村、六格村、土头村、淡水村、南头村、七联村、洪流村、下湖村和沙节村。